# БЧХ
Коди Боуза — Чоудхурі — Хоквінгема (БЧХ-коди, англ. BCH code) — в теорії кодування це широкий клас циклічних кодів, що застосовуються для захисту інформації від помилок (див. Попередня корекція помилок). Окремим випадком БЧХ-кодів є Код Ріда — Соломона.
Код винайшов в 1959 році Алексіс Гоквінгем (англ. Alexis Hocquenghem), і незалежно в 1960 році Р. Боуз (англ. Raj Chandra Bose) і Д.Рой-Чоудхурі (англ. Dijen K. Ray-Chaudhur). Код отримав свою назву БЧХ-коди (англ. BCH code) від прізвищ їх авторів.
Коди БЧХ є узагальненням кодів Гемінґа і дозволяють виправляти кратні помилки.

## Методи декодування
Коди БЧХ є циклічними кодами, тому до них застосовні всі методи, використовувані для декодування циклічних кодів. Однак існують набагато кращі алгоритми, розроблені саме для БЧХ-кодів.
Головною ідеєю в декодуванні БЧХ кодів є використання елементів скінченного поля для нумерації позицій кодового слова (або, еквівалентно, в порядку коефіцієнтів асоційованого многочлена).

## Декодування
Декодер, що працює по авторегресивному спектральному методу декодування, послідовно виконує наступні дії:
- Обчислює синдром помилки
- Будує поліном помилки
- Знаходить корені даного полінома
- Визначає характер помилки
- Виправляє помилки

## Обчислення синдрому помилки
Обчислення синдрому помилки виконується синдромним декодером, який ділить кодове слово на породжувальний многочлен. Якщо виникає залишок, то у слові є помилка. Залишок від ділення є синдромом помилки.

## Побудова полінома помилки
Обчислений синдром помилки не вказує на становище помилок. Ступінь полінома синдрому дорівнює 2t, що багато менше ступеня кодового слова n. Для отримання відповідності між помилкою і її положенням у повідомленні будується поліном помилок. Поліном помилок реалізується за допомогою алгоритму Берлекемпа — Мессі, або за допомогою алгоритму Евкліда. Алгоритм Евкліда має просту реалізацію, але вимагає великих витрат ресурсів. Тому частіше застосовується більш складний, але менш затратний алгоритм Берлекемпа - Мессі. Коефіцієнти знайденого полінома безпосередньо відповідають коефіцієнтам помилкових символів у кодовому слові.

## Знаходження коренів
На цьому етапі шукаються корені полінома помилки, що визначають положення спотворених символів в кодовому слові. Реалізується за допомогою процедури Ченя, повним перебором. У поліном помилок послідовно підставляються всі можливі значення, коли поліном звертається в нуль — корені знайдені.

## Визначення характеру помилки і її виправлення
По синдрому помилки і знайденим кореням полінома за допомогою алгоритму Форні визначається характер помилки і будується маска спотворених символів.
Після того як маска знайдена, вона накладається на кодове слово за допомогою операції XOR і спотворені символи відновлюються. Після цього відкидаються перевірочні символи і виходить відновлене інформаційне слово.